# グアダルーペ・オルティス・デ・ランダスリ
グアダルーペ・オルティス・デ・ランダスリ（Guadalupe Ortiz de Landázuri, 1916年12月12日 - 1975年7月16日）は、スペイン出身の化学者及びカトリック教会の福者である。オプス・デイ属人区の初期女性メンバーであり、スペイン、メキシコ、イタリアで活躍した。
2018年6月に教皇フランシスコがグアダルーペの取り次ぎによる奇跡を承認し、2019年5月18日にマドリードにて列福され、「福者」となった。これはオプス・デイの初の信徒列福である。
フルネームは、グアダルーペ・オルティス・デ・ランダスリ・フェルナンデス・デ・エレディア（Guadalupe Ortiz de Landázuri Fernández de Heredia）。なお、兄エドゥアルド・オルティス・デ・ランダスリ（Eduardo Ortiz de Landázuri, 1910年 - 1985年）の列福調査も進められている。

## 生涯
1916年12月12日、マドリードで生また（その日はメキシコのグアダルーペの聖母の祝日であり、その名前をつけられた）。1932年、高校を卒業し、マドリード中央大学で化学を学び始めた。同学年の5人の女子学生の一人であった。1936年7月に勃発したスペイン内戦のため、一時学業を中断。内乱終結後、優れた成績を修めて大学を修了し、マドリードの2つの学校で教える教師となった。
1944年、オプス・デイ創立者である聖ホセマリアと出会い、彼を通じて、専門職と日常生活はイエス・キリストと出会い、聖性を求める場であることが分かった。ほどなく、オプス・デイへの所属を願い出た。その日をさかいに、神との親密さを深めるために、あらゆる努力を傾け、また、様々な使徒職の活動に携わった。マドリードやビルバオの学生寮で管理の仕事に従事し、若い女性たちが社会で働くための形成を与え続けた。さらに、マドリードの大学生寮を指導する役務にを務めた。
寛大さ、剛毅、そして喜びに満ちた人柄が際立っていたグアダルーペは、1951年に聖ホセマリアによって、メキシコにおいて女性を対象としたオプス・デイの使徒職を始めるために選ばれた。3月5日、第2の祖国となるメキシコに向けて旅立地、メキシコにおいても大学生寮を始め、その活動を通して、人間的キリスト教的形成を与え続けた。また、社会で働いている女性たちや主婦たちの協力を得て、事業を拡大するとともに、協力を惜しまない人々にも、キリスト者としての信仰を証しした。寛大さと深い信仰をもって、野心的なこの仕事にあたった。当時の彼女と知り合った人たちは、神の意志を果たすことと、人々に仕えることが彼女の優先事項であったと証言している。グアダルーペの熱意に動かされた友人たちは、モレロス州における人間的専門職的形成センターを設立し、人間的キリスト教的形成活動を繰り広げた。
1956年、ローマへ移り、さらに1年後、健康上の理由からスペインへ戻る。それは心臓を患っていたからである。心臓の僧帽弁狭窄症のために手術を受け、病気から回復してからは、最優秀の成績で博士号を取得する。また、スペインのフアン・デ・ラ・シエルバ賞を授与され、教授職に就いた。同時に、オプス・デイにおける指導的な役務にも携わった。生涯にわたって、喜びにあふれ親しみやすい人柄で、多くの人を神に近づけた。1975年7月16日、スペイン北部パンプローナ市にて、心臓疾患のために、聖性のほまれのうちに死去した（享年59歳）。

## 列福列聖調査
死去以来、グアダルーペへの私的信心は広まり続け、列聖請願者によれば、その取り次ぎを願った人たちは様々な種類の恵みを受けている。病気の治癒、妊娠や出産に関する問題解決、仕事の獲得、仕事と家族の両立、経済的問題の解決、家族内の和解、友人や同僚の回心、など。
2001年11月18日、マドリード教区長アントニオ・マリア・ロウコ・バレラ大司教は、教区段階における列福列聖調査の開始を宣言した。2005年3月18日、教区段階の調査が終了。2017年5月4日、教皇庁列聖省の勧めを受け、教皇フランシスコがグアダルーペを尊者（英語：venerable）と宣言した。
2018年6月9日にグアダルーペの取り次ぎによる奇跡は教皇フランシスコによって昨年承認され、2019年5月18日にマドリードにて列福された。列福式には、枢機卿６名、大司教９名、司教17名及び司祭約150名が参加し、１万人以上もの人が60ヶ国から参列した。

## 福者アダルーペの取り次ぎを願う祈り
祈願：父なる神よ、福者グアダルーペの取次ぎによって、私が彼女のように愛を込めて日常の仕事を果たし、信仰と喜びを周囲の全ての人に伝え、皆が御身をより良く知り愛することができますように。福者グアダルーペに列聖の恵みを与え、その取次ぎによって、私の願い（ここでお願いする）をお聴き入れて下さい。アーメン。

主の祈り　アヴェ・マリアの祈り　栄唱